# شولر-بلکمان
شولر-بلکمان (انگلیسی: Schoeller-Bleckmann) شرکت خدمات نفتی اتریشی است، که در سال ۱۹۹۳ تأسیس شد.